# Lycosuchidae
Famille
Les Lycosuchidae sont une famille éteinte de thérocephales basaux datant du Permien moyen ayant vécu en Afrique du Sud.

## Systématique
Pour Paleobiology Database, cette famille a été créée par Sidney Henry Haughton et Adrian Smuts Brink (d) en 1954, dès lors que d'autres sources donnent Ferenc Nopcsa en 1923.

## Description
Les deux genres se caractérisent par leur grande taille et leur museau court et profond. Deux séries de canines agrandies étaient autrefois considérées comme une caractéristique déterminante des lycosuchidés, mais des études récentes ont proposé que la paire la plus en avant remplacerait celles qui se trouvaient derrière elles, qui seraient finalement tombées en vieillissant.[pas clair][réf. souhaitée]
Les lycosuchidés sont les premiers thérocephales connus et sont également considérés comme les plus basaux.

## Liste des genres
Selon Paleobiology Database (23 octobre 2021) :
- genre † Hyaenasuchus Broom, 1908
- genre † Lycosuchus Broom, 1903
- genre † Porosteognathus Vjuschkov, 1952
- genre † Trochorhinus Broom, 1936
- genre † Trochosaurus Broom, 1913

## Publication originale
- (en) S. H. Haughton et A. S. Brink, A Bibliographical List of Reptilia from the Karroo Beds of Africa, Die Afrikaanse Pers., 1954, 187 p..